# Moral (1928)
Moral ist ein 1927 entstandenes, deutsches Stummfilmlustspiel von Willi Wolff mit seiner Gattin Ellen Richter in der Hauptrolle. Die Geschichte basiert auf der gleichnamigen Komödie von Ludwig Thoma.

## Handlung
Die titelgebende „Moral“ ist eher als heuchlerische Pseudo-Moral zu sehen, denn um ihre angebliche Gefährdung dreht es sich in einem kleinen Ort, der von den alteingesessenen Honoratioren und Mitgliedern eines Sittlichkeitsvereins vor angeblich allzu sinnlichen Anfechtungen geschützt werden soll. Jedenfalls regen sich die Bürger des verschlafenen Nests Emilsburg unter der Führung von Rentier Beermann, dem Präsidenten des Sittlichkeitsvereins, künstlich über eine aus überwiegend leicht bekleideten jungen Damen bestehende Revuetruppe auf, die hier gastieren wird. Sofort sehen die Herren den sittlichen Anstand der Dorfgemeinschaft gefährdet, auch wenn so mancher der alten Lüstlinge gern einmal auf ein nacktes, wohlgeformtes Frauenbein lugt … dies aber natürlich niemals öffentlich zugeben würde. Ninon de Hauteville ist der Name der Cheftänzerin und Anführerin dieser „sittenlosen Weibsbilder“, vor der ganz Emilsburg selbstverständlich geschützt werden soll. Und so wird entrüstet Alarm geschlagen und werden die Revuegirls als "sittenlos" und "verderblich" verunglimpft. 
Als man aber hinter vorgehaltener Hand erfährt, dass Mademoiselle Ninon die Favoritin des Erbprinzen sein soll, schlägt das gesellschaftliche Klima schlagartig um. Ein „braver“ Bürger nach dem anderen macht vor Ninon den Kratzfuß, um sich ihre (und damit des Erbprinzen) Gunst zu sichern. Ninon nutzt diese vor ihr antanzende Schar unterwürfiger Scheinheiliger dafür, um ihre persönliche Rache zu nehmen. Mit einer kleinen Handkamera filmt sie die Pseudomoralisten, wie einer nach dem anderen ihr schöne Augen macht und sich an sie ranwanzt. Damit erhält die Tänzerin ein perfektes Druckmittel gegen die „Sittlichkeitswächter“, und bald ist der gesamte Sittlichkeitsverein auf Zelluloid gebannt. Der nächsten Revueaufführung müssen nun die gesamten „Moral“-Scheinheiligen beiwohnen und stürmischen Applaus zollen. Im Gegenzug verspricht Ninon, das hochnotpeinliche und alle belastende Filmmaterial zu vernichten.

## Produktionsnotizen
Der Film wurde im November und Dezember 1927 im EFA-Atelier sowie im Admiralspalast gedreht, passierte am 11. Januar 1928 die Filmzensur und wurde neun Tage darauf in Berlins Ufa-Theater Kurfürstendamm uraufgeführt. Die Länge des mit Jugendverbot belegten Films betrug 2216 Meter, verteilt auf sechs Akte.
Ernst Stern entwarf die Filmbauten.

## Kritiken
Österreichs Die Stunde meinte: „Der Film wurde nach Ludwig Thomas gleichnamigem Bühnenlustspiel gedreht und hat die Effekte des Theaterstückes noch verstärkt. (…) „Moral“ ist und bleibt eine der lustigsten deutschen Filmkomödien.“
Das Kleine Blatt stellte fest: „Das ganze ist recht nett inszeniert. Ellen Richter als Ninon gefällt ganz gut.“